# Beobachtungsposten

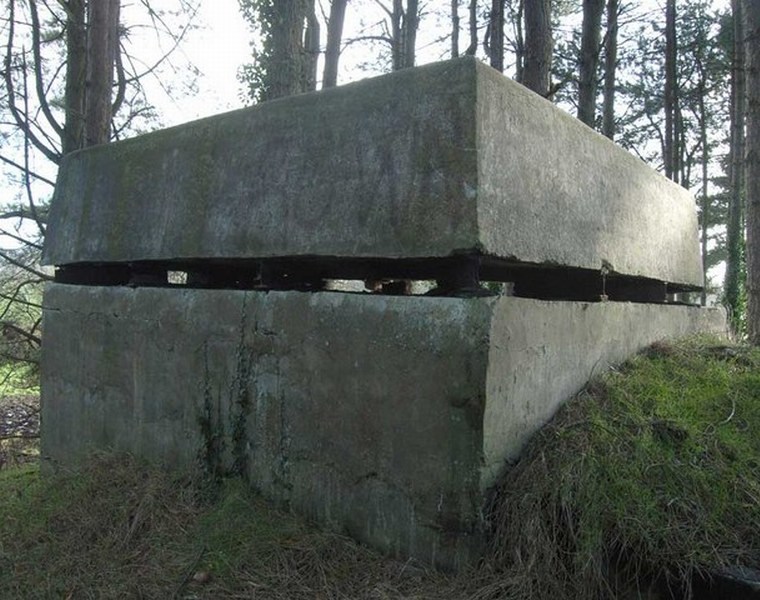
Bunker der Royal Air Force zu Beobachtungszwecken

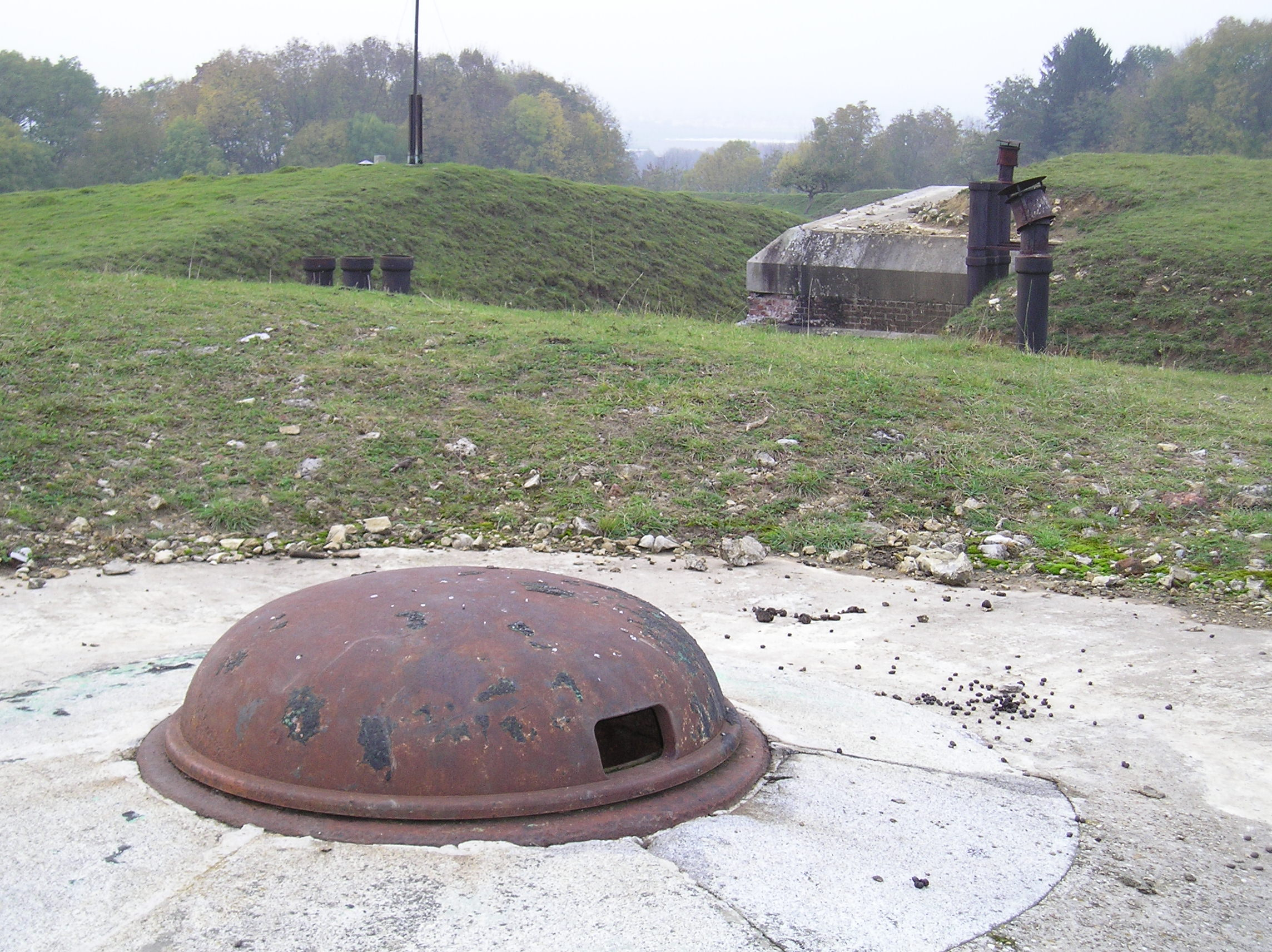
Gepanzerter drehbarer Beobachtungsstand im Fort Prinz Karl, gefertigt vom Grusonwerk 1893

Beobachtungsposten sind Einrichtungen zur direkten Beobachtung eines Geländes. Sie werden auf hoch gelegenem Gelände eingerichtet und waren früher praktisch die einzige Möglichkeit zur Observation. Heute sind eher elektronische Hilfsmittel üblich.
Seit dem Mittelalter waren militärische Beobachtungsposten meist auf Burgen mit gegenseitiger Sicht stationiert, früher auch schon auf markanten Erhebungen (siehe z. B. Wachtstein). Später waren sie von Bedeutung für großflächige Einschließungslinien, wie 1870 vor der Festung Metz und vor Paris.
In der russischen Armee wurden Anfang des 20. Jahrhunderts sogar transportable Observationstürme eingesetzt (System Wildgrube). Die Höhe dieser zerlegbaren Türme betrug 25 m, das Gewicht des gesamten Materials etwa 1.600 kg. Ein Kommando von 16 für diesen Dienst ausgebildeten Leuten benötigte 15 Minuten für den Aufbau und 10 Minuten für den Abbau des Turmes. Der Gesichtskreis betrug bis zu 15 km.